# Rue Bovy
Pour les articles homonymes, voir Bovy.
La rue Bovy est une rue de la ville belge de Liège faisant partie du quartier administratif des Guillemins.

## Odonymie
Cette rue rend hommage à Jean-Paul Bovy né à la citadelle de Liège le 20 octobre 1779. Il est l’auteur des Promenades historiques dans le Pays de Liége, accomplit une carrière militaire participant à plusieurs campagnes avant de devenir à 40 ans médecin puis chirurgien en chef dans sa ville natale. Il mourut le 26 août 1841.

## Localisation
Cette artère plate et rectiligne se trouve sur la partie sud-est de l'esplanade de la gare des Guillemins entre  la rue de Sclessin et la rue Varin. Elle applique un sens unique de circulation automobile de la rue de Sclessin vers la rue Varin. Elle est large d'environ 10 m et longue de 105 m.

## Historique
Cette rue fut créée en 1867 dans le cadre des aménagements du quartier des Guillemins. Les immeubles de la rue ont été expropriés au début du XXIe siècle à la suite de l'aménagement de l'esplanade de la gare des Guillemins. Un seul est resté debout. Il s'agit de la tour Rosen datant de 1516 et classée comme monument au patrimoine immobilier de la Région wallonne depuis 1959.

## Rues adjacentes
- Rue Varin
- Rue de Sclessin
- Place Pierre Clerdent
- Rue Jean Gol

## Source et lien externe
- « Fragnée-Blonden :  La rue Bovy et la tour Rosen », sur fragnee-blonden.be (consulté le 8 août 2017)